# Scheuern
Scheuern település Németországban, Rajna-vidék-Pfalz tartományban. Lakosainak száma 38 fő (2023. december 31.).

## Népesség
A település népességének változása:
| Lakosok száma | 82   | 44   | 44   | 45   | 41   | 38   |
|               | 1975 | 2017 | 2019 | 2021 | 2022 | 2023 |